# Молдаво-валашская монета
Молдаво-валашская монета, молдавско-русские монеты, садогурская монета — первые общие деньги для Молдавии и Валахии, введёные в обращение во время Русско-турецкой войны 1768—1774 годов российской армией во главе с П. А. Румянцевым-Задунайским при поддержке властей Валахии. Чеканились монеты двух номиналов — одна пара — 3 деньги и 2 пары — 3 копейки. Для чеканки использовалась бронза трофейных турецких пушек.

## История чеканки
Монета чеканилась как средство покупки русскими солдатами фуража и снаряжения у местного населения во время Русско-Турецкой войны 1768—1774. В 1769 году князь П. А. Румянцев занял территорию Молдавии и Валахии, принадлежавшую Османской Империи. Русская армия испытывала сильный дефицит снабжения, из-за нехватки средств в казне. Войскам требовались деньги, а так как серебро использовалось для внешних расходов и рубль медью весил около килограмма подвоз монет был крайне затруднен. Из-за и без того высоких военных расходов открытие монетного двора за счет государства было невозможно. Дело было решено отдать на откуп. Открытие монетного двора в Яссах было также неподъёмным расходом казне. Румянцев заключил договор с бароном П. Гартенбергом, бывшим тогда арендатором Варшавского монетного двора, и в его имении Садогуры был открыт частный монетный двор. За право чеканить монету для армии барон уплатил 60 000 рублей. Так как куруш, называвшийся в княжествах левом был равен 60 копейкам, или 40 парам монеты чеканились с двойным номиналом в деньгах и копейках. По распоряжению Румянцева медную монету следовало использовать только для хозяйственных расходов и по возможности выменивать на золото или серебро. При выплате налогов медная монета не принималась, что спровоцировало бунт. При окончании чеканки, из-за Кючук-Кайнарджийского мирного договора было принято строжайшее запрещение ввоза медной монеты на территорию княжеств. Наблюдение за выполнением было поручено местным чинам полиции.

## Оформление монет
На аверсе указан двойной герб княжеств Молдавии (бычья голова) и Валахии (ворон с крестом в клюве), гербы увенчаны княжеской короной. Сверху круговая надпись: МОН. МОЛД: И ВАЛОСК (редкий вариант-ВАЛАК.). Под гербами две параллельные черты с датой выпуска (1771—1774). На реверсе расположен двойной номинал «ПАРА»│"3"│"ДЕНГИ", заключенный в квадратную рамку. Под словом «ПАРА» две параллельные черты. Кант монеты оформлен в виде зубцов. Гурт узорчатый. Вес монеты колеблется от 9 до 12 грамм. Часть монет перечеканивалась в общеимперские копейки. Они распознаются по узорчатому гурту, большему весу, особому цвету и остаткам предыдущего изображения. Перечеканкой занимался Московский монетный двор, они имеют обозначение ММ на реверсе. Монеты номиналом 2 пары — 3 копейки по оформлению почти не отличались. До нас дошло много монет такого типа, однако большинство из них истерты, так как использовались местным населением долгое время. В хорошем состоянии представляют собой нумизматический раритет.

## Тиражи
Общий тираж монет считался по массе всей партии без разделения на номиналы. 1 лев = 40 пар = 60 копеек
| Год    | Месяц            | Сумма монет в рублях |
| ------ | ---------------- | -------------------- |
| 1771   | Ноябрь и декабрь | 3224                 |
| 1772   | Январь           | 4900                 |
|        | Февраль          | 8490                 |
|        | Март             | 12457                |
|        | Апрель           | 12665                |
|        | Май              | 28496                |
|        | Июнь             | 29765                |
|        | Июль             | 31900                |
|        | Август           | 34237                |
|        | Сентябрь         | 29906                |
|        | Октябрь          | 21450                |
|        | Ноябрь           | 27843                |
|        | Декабрь          | 24646                |
| 1773   | Январь           | 50016                |
|        | Февраль          | 29906                |
|        | Март             | 36853                |
|        | Апрель           | 35446                |
|        | Май              | 37494                |
|        | Июнь             | 20500                |
|        | Июль             | 18014                |
|        | Август           | 23006                |
|        | Сентябрь         | 21300                |
|        | Октябрь          | 25080                |
|        | Ноябрь           | 18009                |
|        | Декабрь          | 16007                |
| 1774   | Январь           | 19008                |
|        | Февраль          | 15000                |
|        | Март             | 21010                |
|        | Апрель           | 25000                |
| Всего: | Всего:           | 681629               |

## Пробные монеты
До введения в обращение этих монет, в 1771 году, была отчеканена серия пробных монет с вензелем императрицы Екатерины II, после чего был официально утверждён дизайн, несущий на аверсе гербы двух княжеств, а на реверсе — номинал и год выпуска. Материалом для изготовления монет послужила бронза, выплавленная из пушек, захваченных у турецкой армии.
Известны оттиски монет в серебре. Вес соответствует медным монетам, но дизайн аверса несколько отличается, гербы увиты розовыми гирляндами. Эти монеты не предназначались для обращения и использовались для демонстрации работы монетного двора. Чеканилась пробная серебряная монета номиналом в пять копеек, а также медная с вензелем императрицы или государственным орлом, однако проект был не утверждён. Одной из причин этого было нежелание Румянцева помещать на монетах какие-либо указания на принадлежность чеканки Империи.